# باشگاه فوتبال استاندارد سومقاییت
باشگاه فوتبال استاندارد سومقاییت (ترکی آذربایجانی: Standard Futbol Klubu) یک باشگاه فوتبال در شهر سومقاییت در کشور جمهوری آذربایجان است. ورزشگاه مهدی حسین‌زاده میزبان بازیهای این تیم است.